# Munruvare

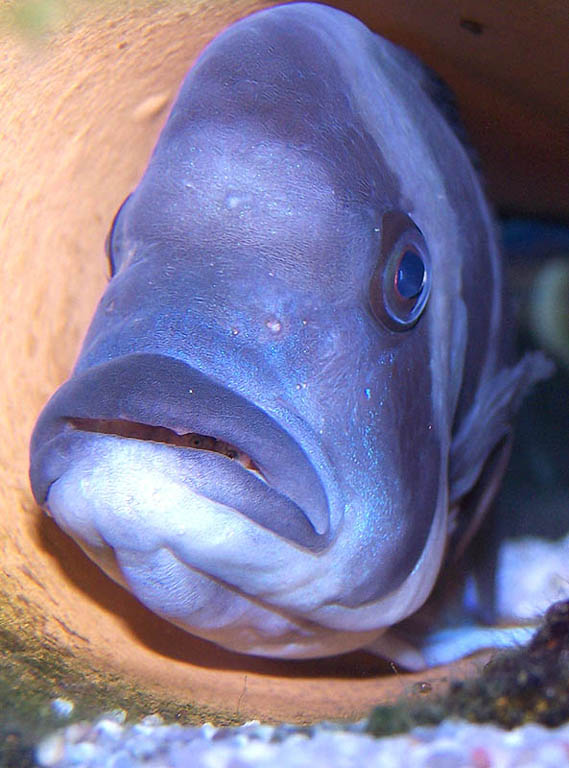
Munruvande hona av Cyphotilapia frontosa, yngel kan ses skymta inne i munnen. Arten är en av de större cikliderna i Tanganyikasjön.

Munruvare kallas fiskar som under de första dygnen efter leken bär sina ägg i munnen, och i många fall även de nykläckta ynglen. Fenomenet förekommer hos både sötvatten- och saltvattenlevande fiskarter. Anledningarna till munruvningen är flera: främst är det ett bra skydd mot andra fiskar samt kräftdjur och snäckor som gärna äter rom, och ibland är det också en gynnsammare syresättning av äggen, när fiskarten ifråga lever i slammiga, syrefattiga lokaler. Det kombinerade skyddet för äggen, samt syrerikt vatten som passerar i takt med fiskens gälandning ökar hos dessa arter avkommans överlevnadschanser. Den ruvande föräldern äter normalt inget eller mycket lite under den tid äggen ruvas, och kan då magra kraftigt. Äggen förvaras i munhålans nedre del, som spänns ut. När ynglen kläckts och kan börja söka föda på egen hand passar i allmänhet också föräldern på att äta.
Munruvande förekommer också hos vissa andra djur, exempelvis vissa grodor.

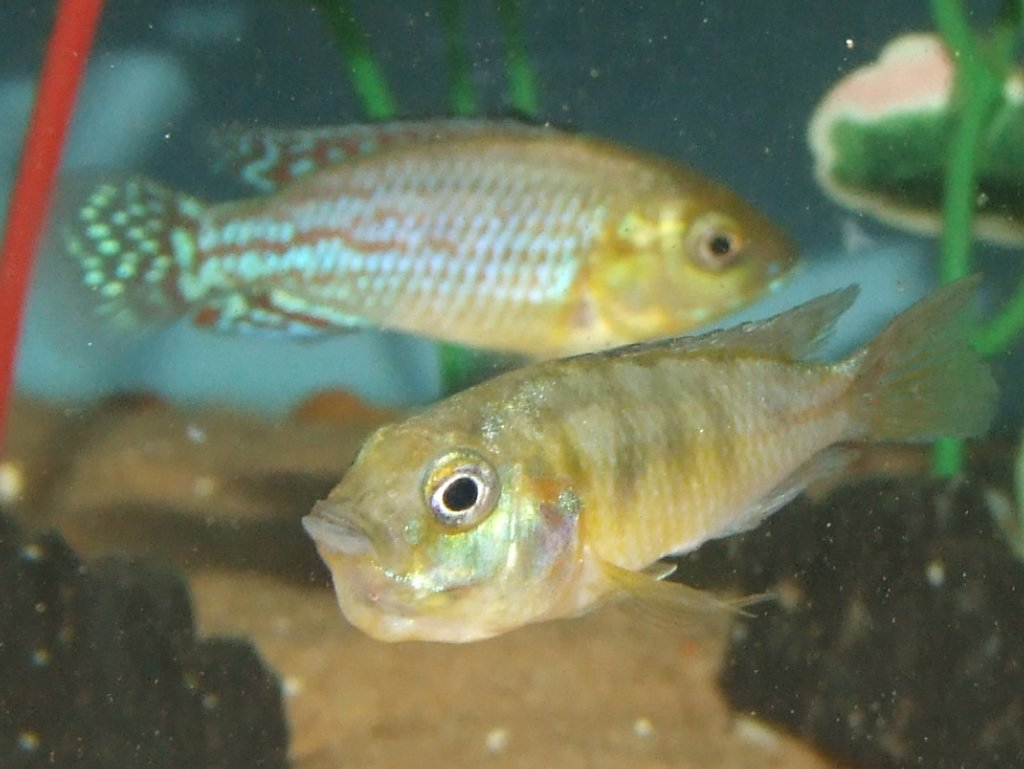
Munruvande hona av Pseudocrenilabrus nicholsi, där man tydligt kan se att munnen buktar ut på grund av den växande avkomman. Genom den tunna huden i svalget kan man också skönja ett öga på ett av ynglen.

Exempel på grupper av fiskar som är munruvare är framför allt vissa (absolut ej alla) arter av ciklider, men förekommer också hos labyrintfiskar, en del malar och den största sötvattensfisken på jorden, arapaiman. Exakt hur munruvandet uppstått är omtvistat. Mer eller mindre säkert är väl att det har att göra med att äggen förflyttats som en del av föräldrarnas omsorg. Bland cikliderna finns också arter som ofta lägger sin rom på exempelvis vissna löv och sedan förflyttar hela lövet mellan olika platser. Bland icke munruvande labyrintfiskar placeras vanligen rommen i ett bo av växtdelar eller skumbubblor på vattenytan och boet vaktas av hanen som också reparerar det och gör nya bubblor.
I allmänhet är det honan som är munruvare. Exempel på släkten där hannen är munruvare är Sarotherodon (Tilapia) och vissa kampfiskar, till exempel munruvande kampfisk (Betta pugnax). Hos en del munruvande arter delar föräldrarna på arbetet, exempelvis den munruvande palettcikliden (Chromidotilapia guentheri, ej att förväxla med palettciklid, Pelvicachromis pulcher) och släktet Chromidotilapia i övrigt. Flera arter har en uttänjd yngelvård där ungarna i flera veckor blixtsnabbt simmar in i moderns mun om hot närmar sig. Vissa arter släpper bara ut ynglen när de är frisimmande för att sedan överge dem.
Munruvande representerar en större investering i varje avkomma, och ger ökad överlevnad. Många munruvare lägger därför färre ägg inte bara för att rymma kullen i munhålan utan också för att ytterligare koncentrera energin på att ge ett fåtal ungar större chans att överleva istället för att chansa med en stor kull som lämnas vind för våg – i den stora ciklidfamiljen finns de arter som har de minsta kullarna bland munruvarna, exempelvis Tropheus-arterna som bara lägger något dussin jämförelsevis stora ägg i varje kull. Vissa arter har dock mycket stora kullar (exempelvis ovan nämnda Sarotherodon).
Ibland menas med munruvare också en av de i Europa första kända arterna, Pseudocrenilabrus multicolor, (före detta Haplochromis multicolor) men ett mer erkänt trivialnamn på denna art är egyptisk munruvare.

## Familjer med munruvande fiskar
Exempel på familjer som omfattar munruvande arter av fisk:
- Apogonidae (kardinalabborrfiskar) – endast hanarna är munruvare
- Ariidae (havsmalar) – endast hanarna är munruvare, bland arterna kan nämnas Ariopsis felis
- Bagridae (taggmalar) – i en av arterna är båda föräldrarna munruvare
- Cichlidae (ciklider) – ett par hundra arter är munruvare, framför allt i mbuna-gruppen, och hos de flesta av dessa tar honan hand om avkomman. Hos ett fåtal ciklider, exempelvis Sarotherodon melanotheron, är det hanen som är munruvare. I släktena Eretmodus, Spathodus och Tanganicodus är det i flertalet av arterna båda föräldrarna som munruvar.
- Luciocephalidae – endast hanarna är munruvare
- Cyclopteridae (sjuryggar) – ett fåtal arter, där hanarna är munruvare
- Opistognathidae (käkfiskar) – endast hanarna är munruvare
- Osphronemidae (guramier) – ett fåtal arter, där hanarna är munruvare
- Osteoglossidae (arowanafiskar) – endast hanarna är munruvare

## Parasitism på munruvare
Åtminstone en art av mal, Synodontis multipunctatus, även kallad gökmal (engelska cuckoo catfish) på grund av sitt beteende (jämför gök) är en fortplantningsparasit på munruvare. Arten som lever i Tanganyikasjön där faunan domineras av munruvande ciklider har specialiserat sig så att den lämnar sin befruktade rom så att den plockas upp av munruvarhonan, varefter malens yngel, som kläcks före ciklidens, äter upp ciklidäggen.